# Anna Karénine (film, 2009)
Pour les articles homonymes, voir Anna Karénine (homonymie).
Pour plus de détails, voir Fiche technique et Distribution.
Anna Karénine (Анна Каренина, Anna Karenina) est un film russe réalisé par Sergueï Soloviov, tourné en 2007 et sorti en 2009. Il est adapté du roman éponyme de Léon Tolstoï.
En 2013, le film, d'une durée de 160 minutes, est découpé en cinq épisodes pour la télévision russe et diffusé sur Pierviy Kanal. Il est également disponible en DVD.

## Fiche technique
Sauf indication contraire, les informations mentionnées dans cette section peuvent être confirmées par la base de données cinématographiques IMDb,  présente dans la section « Liens externes ».
- Titre original : Анна Каренина, Anna Karenina
- Titre français : Anna Karénine
- Réalisateur : Sergueï Soloviov
- Scénariste : Sergueï Soloviov
- Photographie : Sergueï Astakhov, Youri Klimenko
- Musique : Anna Droubitch, Sergueï Kuriokin
- Décors : Sergueï Ivanov
- Costumes : Natalia Djubenko
- Producteurs : Konstantin Ernst, Anatoly Fradis
- Sociétés de production : Solivs, Ugra-Film
- Pays de production :  Russie
- Langue de tournage : russe
- Format : Couleur - 1,33:1 - Son Dolby Digital
- Genre : drame historique
- Durée : 160 minutes
- Date de sortie :
  - Russie : 25 février 2009

## Distribution
- Tatiana Droubitch : Anna Karénine
- Oleg Yankovski : Alexeï Karénine
- Iaroslav Boïko : Vronsky
- Sergueï Garmach : Constantin Lévine
- Maria Anikanova : Кitty Chtcherbatskaïa
- Alexandre Abdoulov : Oblonski
- Elena Drobycheva : Dolly
- Evguenia Krioukova : Betty Tverskaïa
- Lioudmila Savelieva : la princesse Chtcherbatskaïa
- Lioudmila Maksakova : la comtesse Lydie Ivanovna
- Svetlana Tormakhova
- Ekaterina Vassilieva : la mère de Vronski
- Aleksandre Rousnak (ru) : Korsounsky